# Aitana, Serrella i Puigcampana
Aitana, Serrella i Puigcampana este o arie protejată (sit de importanță comunitară — SCI) din Spania întinsă pe o suprafață de 17.605,85 ha, integral pe uscat.

## Localizare
Centrul sitului Aitana, Serrella i Puigcampana este situat la coordonatele 38°39′10″N 0°13′10″W / 38.6528°N 0.2194°V.

## Înființare
Situl Aitana, Serrella i Puigcampana a fost declarat sit de importanță comunitară în decembrie 1997 pentru a proteja 2 specii de plante și 10 specii de animale.

## Biodiversitate
Situată în ecoregiunea mediteraneană, aria protejată conține 14 habitate naturale: Pajiști carstice calcaroase sau bazofile, de Alysso-Sedion albi, Galerii și tufărișuri riverane sudice (Nerio-Tamaricetea și Securinegion tinctoriae), Grohotișuri termofile și vest-mediteraneene, Pseudostepă cu ierburi și specii anuale de Thero-Brachypodietea, Pajiști alpine și subalpine calcaroase, Lande oro-mediteraneene cu formațiuni endemice de grozamă, Păduri mediteraneene de Taxus baccata, Vegetație gipsofilă iberică (Gypsophiletalia), Tufărișuri termo-mediteraneene și de pre-deșert, Galerii de Salix alba și de Populus alba, Matorral arborescenți cu Juniperus spp., Păduri de Quercus ilex și Quercus rotundifolia, Păduri termofile cu Fraxinus angustifolia, Pante stâncoase calcaroase cu vegetație casmofită.
La baza desemnării sitului se află mai multe specii protejate:
- plante (2): Apium repens, Teucrium lepicephalum
- păsări (10): acvilă de munte (Aquila chrysaetos), buha (Bubo bubo), caprimulg (Caprimulgus europaeus), șoim călător (Falco peregrinus), Galerida theklae, Hieraaetus fasciatus, ciocârlie de pădure (Lullula arborea), Oenanthe leucura, Pyrrhocorax pyrrhocorax, silvie de tufiș (Sylvia undata)

Pe lângă speciile protejate, pe teritoriul sitului au mai fost identificate 8 specii de plante.